# 年花

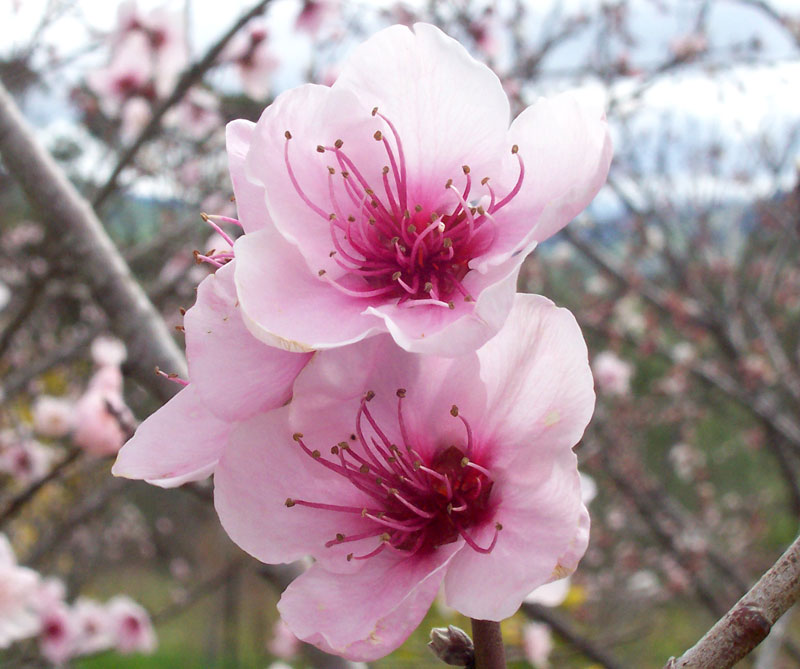
桃花

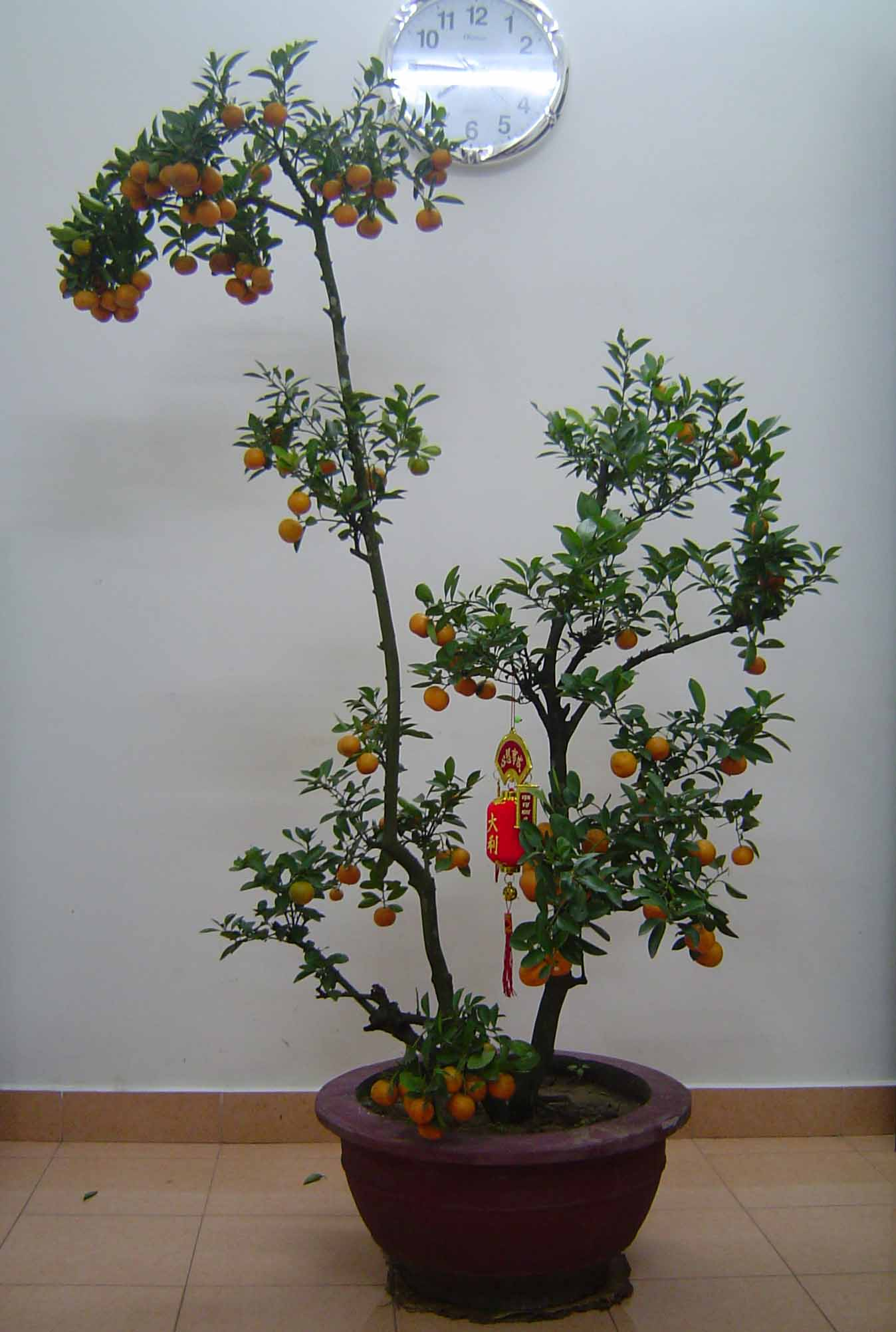
年桔

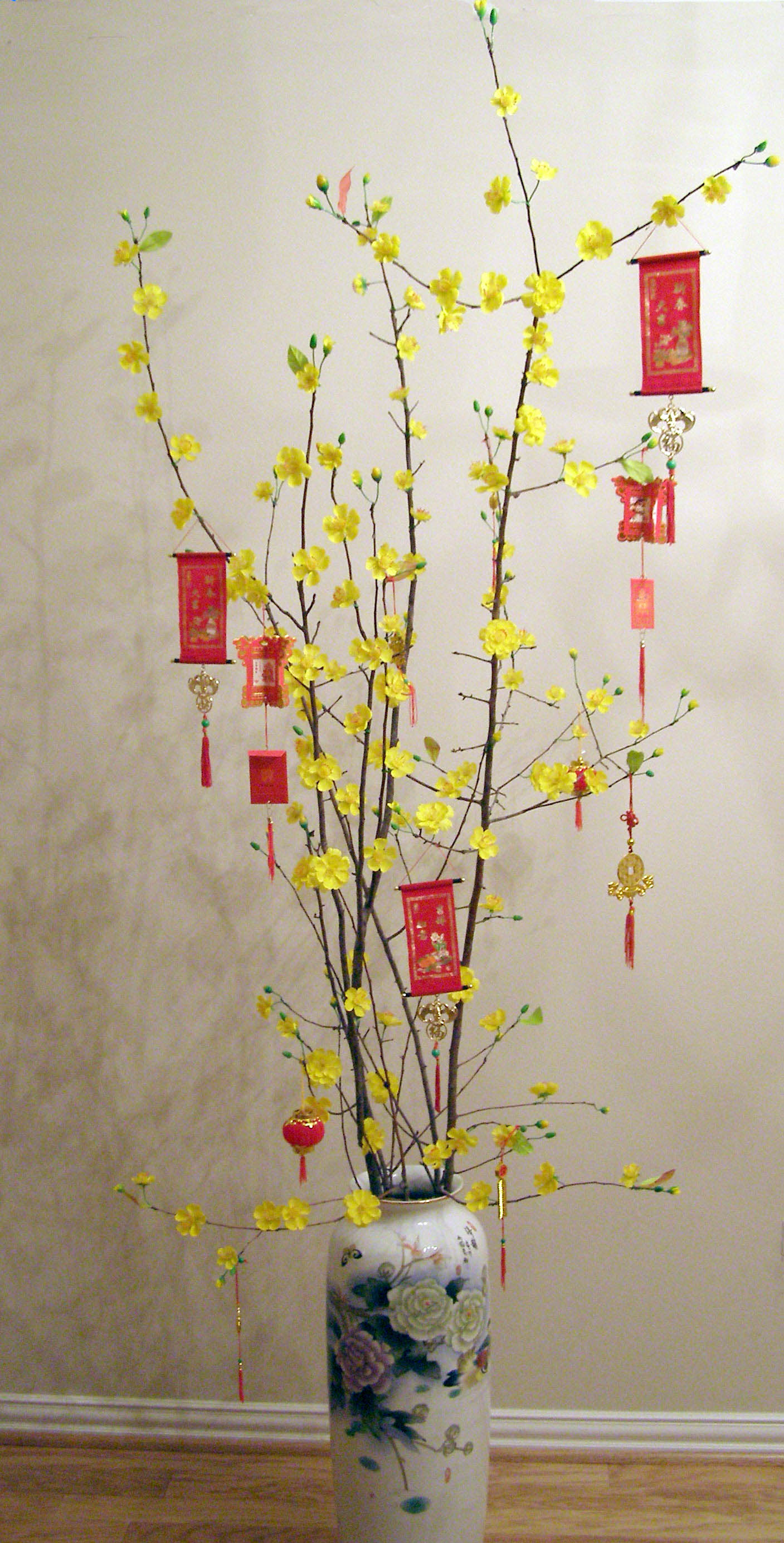
越南的年花——金盞花

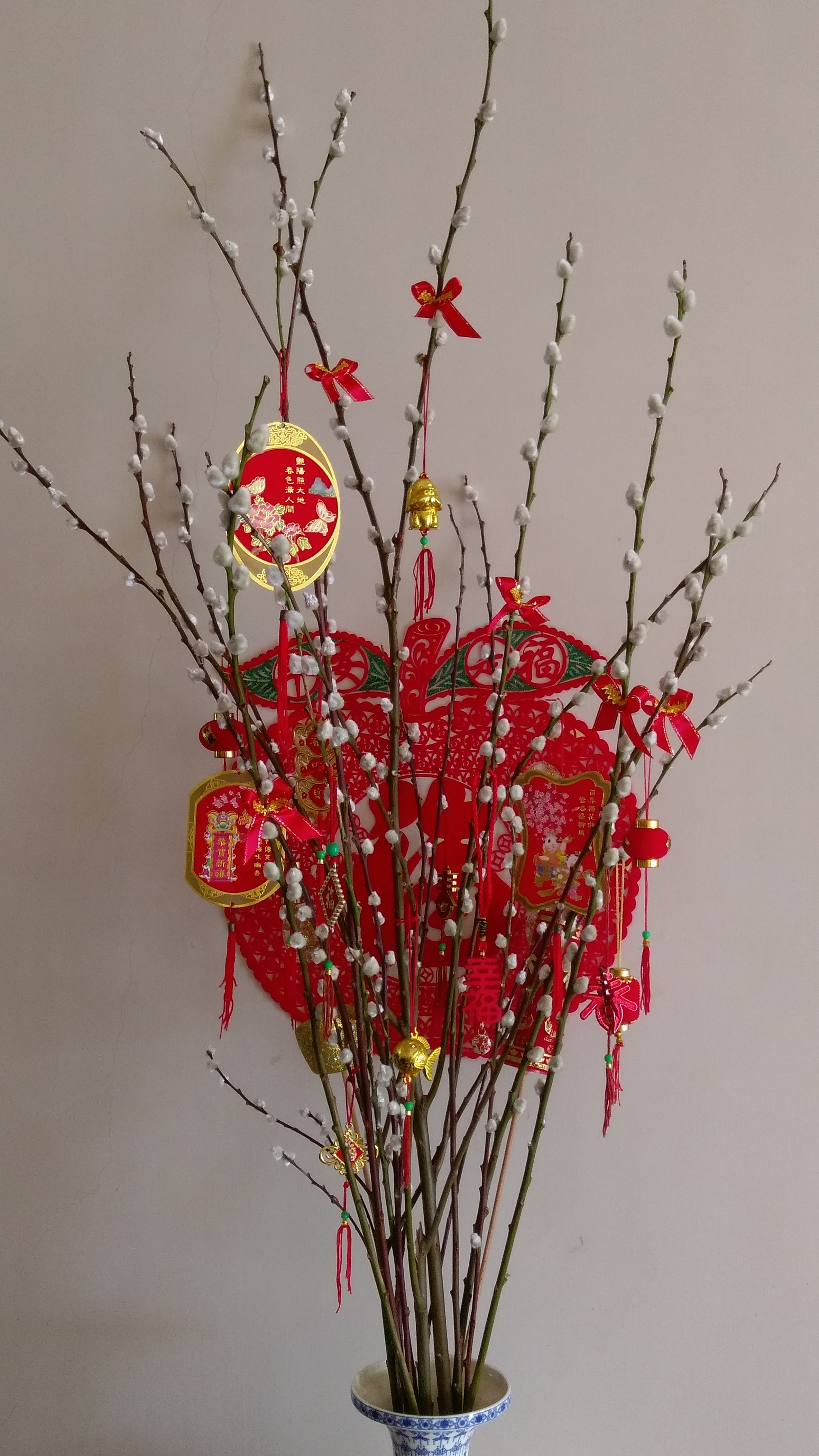
銀柳

年花是新年期間用作裝飾及應節的植物，通常有一些具有意頭的含義，喻意為未來一年帶來好運。除了花卉之外，一些有果實植物和觀葉植物亦被視作年花，例如桔，五代同堂（五指茄）、富貴竹等。

## 東亞的年花
東亞地區的年花是指在新春期間擺放的植物。年花通常在歲晚購買，並在家中或辦公室擺放至元宵節或正月結束為止，各地習俗擺放時間會有差異。

### 歷史
新年擺放年花的習俗始於中國唐代，當時稱為歲朝供花，供花於堂上以表示對天、祖先的敬意，以及招祥祈福，常會配上靈芝、如意、柿子等物。當時有盤花和瓶花兩種樣式。瓶花寓意平安吉祥；「盤花」是以盤模仿大地、池塘、湖泊，寓意「叢林具秀，百卉爭新」。歷代的歲朝圖反映了歲朝供花的樣式。
宋代出現有了形體碩大、取材豐富的隆盛型籃花。亦有簡樸、素雅、花材品種單一、造型簡單的文人花的風格便在此基礎上逐漸形成。宋代宮廷畫師董祥所繪《歲朝圖》中的歲朝供花，花材有靈芝、松、梅、茶花、百合花等。靈芝如意形柄頭寓意「事事如意」；梅花、松枝是應季之物，也是飽含了文人所崇尚的不畏凌雪欺的氣節之意。
明代歲朝插花有明確的風格，例如以十種花材表現的「十全」瓶花，以及用松、梅、山茶、百合花、柿子等插作、樸實自然的「文人花」。屬於歲朝清供的一種。明代書畫家孫克弘的《十全圖》就展示了十全花，所用花材為松、竹、梅、柏、山茶、水仙、瑞香、月季、天竺、芝麻梗。
清代盛行果盤花，花材包括蔬菜、水果，例如以柿子、葡萄、百合花作為花材，表達了百事如意、多子多孫的吉祥寓意。

## 類型

### 中國傳統年花
- 桃花，做生意的人特別喜愛。亦有愛情得意的意思。
- 菊花
- 梅花
- 牡丹，有大富大貴之意。
- 蘭花，有品格高潔之意
- 劍蘭
- 水仙花
- 杜鵑花
- 芍藥
- 銀柳，意指有銀有樓。
- 年桔
  - 四季桔
  - 金桔
- 瓜葉菊
- 墨蘭

### 日本傳統年花
- 梅花，日語中「梅」與「倍」同音
- 南天竹，有消災解厄的意涵
- 牡丹
- 福壽草
- 松樹，有長壽的意思
- 竹，表示高潔的人格
- 草珊瑚，又稱「千両」
- 硃砂根，又稱「萬両」
- 葉牡丹
- 落霜紅，又稱「梅擬」，代表智慧、明朗
- 萬年青
- 菊花
- 蘭花
- 蠟梅
- 雪割草，代表冬去春來
- 交讓木

### 越南傳統年花
- 金盞花（當地人稱為梅花）
- 金橘

### 琉球傳統年花
- 水仙
- 桃花

### 大中華地區新興年花
- 五指茄
- 富貴竹
- 君子蘭
- 朱頂紅
- 長壽花
- 蝴蝶蘭
- 金邊瑞香
- 倒掛金鐘
- 仙客來
- 馬蹄蓮
- 蟹爪蘭
- 荷包花
- 映山紅
- 西洋杜鵑
- 紅掌
- 玫瑰海棠
- 一品紅
- 豬籠草（一般是红瓶猪笼草或盖亚猪笼草），意指豬籠入水。
- 百合花
- 風信子
- 翠玉荷包
- 大麗菊
- 富貴子，有子有銀子。
- 繡球花
- 連翹（一串金）
- 迎春花（串串金），意指有黃金。